# Honda Skydeck
Honda Skydeck to futurystyczny van. Charakteryzuje go specyficzny sposób otwierania bocznych drzwi. Deska rozdzielcza Hondy Skydeck jest bardzo skromna i prosta. Przed kierowcą znalazły się najważniejsze wskaźniki. Wyświetlacz nawigacji satelitarnej wbudowano na środku kokpitu, natomiast przed pasażerem są prezentowane grafiki multimedialnego centrum rozrywki. Honda Skydeck jest napędzana układem hybrydowym. Silniki elektryczne czerpią prąd z akumulatorów umieszczonych w tunelu między przednimi fotelami.